# Астрономический комплекс Эль-Леонсито
Астрономический комплекс Эль-Леонсито — астрономическая обсерватория, основанная в 1983 году в национальном парке Эль-Леонсито, провинция Сан-Хуан, Аргентина. Заповедная территория, окружающая обсерваторию составляет 70000 гектаров, что обеспечивает темное небо. В том же парке расположена еще одна обсерватория: Обсерватория им. Феликса Агилара.

## Руководители обсерватории
- сейчас - Dr. Ricardo Gil-Hutton

## История обсерватории
Астрономический комплекс Эль-Леонсито был официально учрежден 10 мая 1983 года по соглашению подписанному между Министерством науки, технологии и производственных инноваций, Национальным советом по научным и техническим исследованиям, Национальным университетом Ла-Плата, Национальным университетом Кордовы и Национальным университетом Сан-Хуан. Официальное открытие обсерватории состоялось 12 сентября 1986 года, а постоянные наблюдения начались 1 марта 1987 года. В составе обсерватории работает до 20 человек.

## Инструменты обсерватории
- Телескоп «Jorge Sahade» - 2.15-м Ричи-Кретьен (f/8.485)
- Телескоп «Helen Sawyer Hogg» - 60-см телескоп (D = 609.6 mm, F = 9131.33 mm) принадлежавший Университету Торонто (Канада). С 1971 по 1997 года телескоп располагался в чилийской обсерватории Las Campanas.
- Солнечный субмиллиметровый телескоп - частота на которой работает телескоп:  212 и 405 ГГц (1,4 и 0,7 мм) - радиотелескоп системы Кассегрена с диаметром зеркала 1.5 метра. Установлен в апреле 1999 года.
- Астрограф южного полушария - Centurion-18 (D=450 mm, F=1260 mm) + ПЗС-камера SBIG 11000M (поле зрения 97.8' x 65.2'), за 180 сек проницание до 21.0 зв. вел. - дистанционно управляем через Интернет

## Направления исследований
- Открытие астероидов
- Наблюдение солнечной активности
- Астрофизические наблюдения

## Основные достижения
- Открытие более 100 новых астероидов

## Известные сотрудники
- Вирпи Синикка Ниемеля - использовала в своих работах наблюдательные данные, полученные в Астрономическом комплексе Эль-Леонсито
- Исадор Эпстайн

## Интересные факты
- В честь обсерватории назван астероид (2311) El Leoncito.